# ニッケル・グラス作戦
「ニッケル・グラス作戦」（英語: Operation Nickel Grass、ヘブライ語: מבצע ניקל גראס）は、1973年のヨム・キプール戦争（第四次中東戦争）の間にアメリカ合衆国がイスラエルへ武器や補給物資を輸送するために行った戦略的空輸作戦である。32日間に渡った一連の事態の中で、アメリカ空軍軍事空輸軍団（MAC）は2万2325トンの戦車・砲・弾薬・補給物資をC-141・スターリフターやC-5・ギャラクシー輸送機で、1973年10月14日から11月14日にかけて輸送した。アメリカの支援は、ソビエト連邦の後押しを受けたエジプト・アラブ共和国とシリア・アラブ共和国による協調奇襲攻撃をイスラエルが凌ぎ切ることを確実とする助けとなった。
10月19日のアメリカからの支援表明を受けて、石油輸出国機構（OPEC）加盟のアラブ系各石油輸出国は、既に宣言されていた石油を「武器」として用いるという警告を維持し、アメリカに対する石油の全面禁輸と他国に対する制限を宣言した。これが輸出側と大手石油企業間の大規模な価格設定・生産交渉における同時的な不調と相まって、1973年の石油危機に繋がった。ワシントンD.C.の政策立案者たちが学んだ教訓が、特に中東地域に関してその後のアメリカの政治的・戦略的方針を決定的に形成した。加えて、当作戦はアメリカ・サウジアラビア関係を完全に変容させた。

## 背景

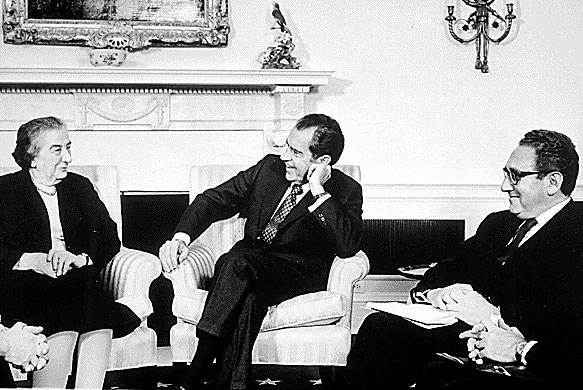
（左より）イスラエル首相ゴルダ・メイア、アメリカ大統領リチャード・ニクソン、安全保障担当補佐官ヘンリー・キッシンジャー（1973年9月より国務長官と兼任）（1973年3月1日）

1973年10月6日にエジプトとシリアが国境を越えて、それぞれにシナイ半島とゴラン高原からイスラエルを攻撃し、イスラエルとまたアメリカや世界のその他大半は不意を衝かれた。アメリカの同盟国の土台を動揺させるべく、アラブ系両国にはモスクワからの訓練と準備と補給が提供されていた。ソビエト連邦はエジプトとシリアに600発以上の先進的な地対空ミサイル、300機のMiG-21戦闘機、1,200輌の戦車、数十万トンの戦争用資材を供給していた。イスラエルの脆弱な立場を眼にして、アメリカ国務長官でありリチャード・ニクソン大統領の国家安全保障問題担当大統領補佐官であったヘンリー・キッシンジャーは、エル・アル航空が弾薬や「先端技術製品」やAIM-9・サイドワインダー空対空ミサイルを含む物資を、ヴァージニア州のアメリカ海軍基地で積載するように取り計らった。間もなく控えめな努力が開始されたものの、キッシンジャーはなお、眼に見える関与を最小限に留めておくことを望んでいた。
10月8日、イスラエル首相ゴルダ・メイアは13発の20キロトン級核弾頭をエリコ弾道ミサイルとF-4戦闘攻撃機へ装着することを許可し、それらがシリアとエジプトの目標に対する作戦行動のために準備された。おそらくはアメリカに対する合図としての、彼らの準備は容易に探知しうるものであった。キッシンジャーは10月9日の朝に、このような不吉な核脅威の増大を知った。同じ日に、メイアは軍事援助を求める本人からの訴えを発し、ヨーロッパ各国はこれを断った。しかしながらアメリカ大統領リチャード・ニクソンは、イスラエルの軍需品損失を全て補填する「ニッケル・グラス作戦」の発動を指示した。この決定は、ソビエト軍がアラブ各軍へ海路での自前の補給作戦を開始した同じ日に下された。逸話による根拠は、キッシンジャーがエジプト大統領アンワル・サダトに対して、アメリカの空輸作戦はイスラエル軍が「核へ向かう」域に近づいていたがゆえであると語ったと示唆する。しかしながら、後のキッシンジャー、ジェイムズ・シュレシンジャー、ウィリアム・クワントの会見は、補給の決定にあたって核の状況は主な要因ではなかったとしている。彼ら公職者たちは、進行中であったソビエトの補給活動とサダトの初期における停戦拒否を主たる動機として挙げた。

## 作戦

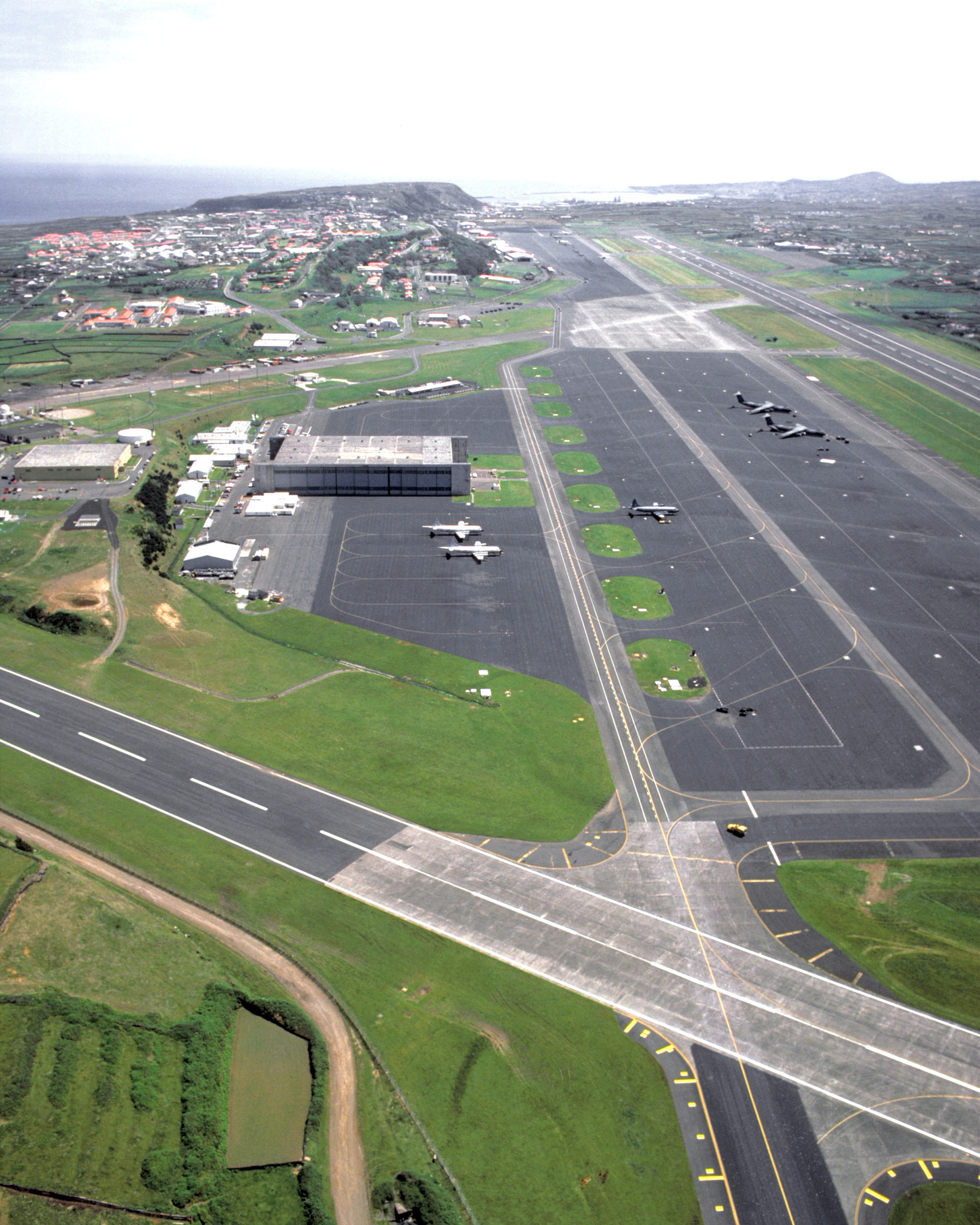
ポルトガル・アゾレス諸島のラジェス航空基地。（1989年）

当初はイスラエルの国営航空会社エル・アルのみが輸送手段を提供し、補給物資は10月10日、ソビエトからの最初の空路補給がダマスカスに到着した同じ日にイスラエルへ到着し始めた。にもかかわらず、エル・アルからの限られた数の、本来用途とは異なる旅客機の供給では不十分であることがじきに明らかとなった。それでもアメリカの直接的な関与を避けようと、10月10日に始まって、一日あたり10から20の空輸便を提供する商用運送業者が探し求められた。それらのいずれも、戦後にアラブ諸国から入国を拒否されることを懸念して、仕事を引き受ける意思を示さなかった。
10月12日、ニクソンはこれ以上の遅延は許されないと決めて、空軍へ「飛ばせるものを全て送る」ように命じた。9時間経たずに、C-141やC-5がイスラエルへ向かっていた。しかしながら、空軍の関与で政治的術策が直ちに解決されたものではなかった。伝統的なヨーロッパの各同盟国は、補給用航空機の給油のための着陸、あるいは領空の通過でさえも認めることを拒んだ。ただポルトガルは助力の意志があるかに見受けられたので、航空機はアゾレス諸島のラジェス航空基地へ派遣された。空中での数時間の後に、ポルトガルが着陸を許可するとの知らせがもたらされ、ラジェスはその後の空輸における枢要な寄航地となった。
戦略航空軍団（SAC）のKC-135A空中給油機が、ラジェス航空基地に到着した最初の機であった。「ストラトタンカー」は10月13日・土曜日の夜にニューハンプシャー州のピース空軍基地（エル・アルが戦争への補給作業に利用していた基地の一つ）を発ってきていた。給油機は工場を出たばかりのダグラスA-4・スカイホークとマクドネル・ダグラスF-4・ファントムIIによる、ミズーリ州セント・ルイスの工場からイスラエルのロッド空港までの無着陸飛行に渡航支援を行った。他のヨーロッパ諸国からの要求に応ずるため、既にヨーロッパに備蓄されているアメリカの補給物資であってもラジェスを経由して送られ、じきに一日あたり30機以上がラジェスを通過して移動していた。これに合わせるため、基地は追加の1,300名を収容する規模に拡大し、彼らは急造の住居やにわかに現役復帰した第二次世界大戦期の兵舎に宿泊し、通常は1名ないし2名の下士官・兵を収容する部屋は（2台の2段ベッドで）4名用に拡張された。

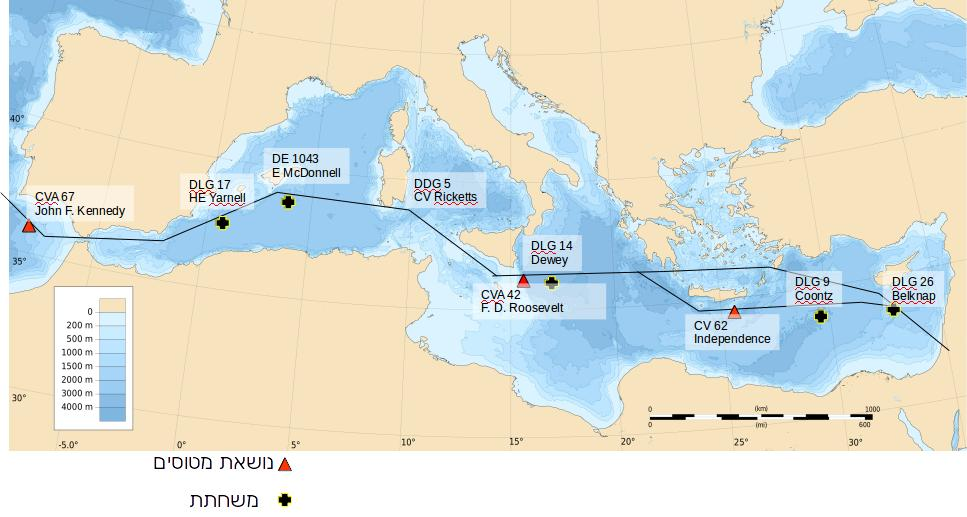
ニッケル・グラス作戦における物資空輸・航空機移動の経路を表した図。（2020年）

ポルトガルとイスラエルの間で、航空機は極度に厳密な経路を辿らねばならなかった。南方の敵対的なアラブ諸国、北方のヨーロッパ諸国の間で空域の境界に沿って正確に飛行し、輸送機は地中海の只中をイスラエルに向けて降下していった。移動行のこの区間では戦闘機の護衛が必要と考えられたので、アメリカ第6艦隊所属のアメリカ軍戦闘機が輸送機をイスラエルまで150マイル（240キロメートル）の範囲内で護衛し、そこからはイスラエル空軍のファントム機やミラージュ機がロッド空港へと護衛した。地中海の経路に沿って300マイル（480キロ）ごとにアメリカ軍艦船が、そして600マイル（970キロ）ごとに空母が配備されていた。未確認のアラブ国軍戦闘機が無線を通じて威嚇してきたことで、このような予防措置が正当化されたように見受けられたが、衝突がそれに続くことはなかった。到着すると、アメリカとイスラエルの作業員によって輸送機から荷下ろしがなされた後にそれらは帰途に就き、補給物資は到着した場から数時間内には前線へと送り出されていた。
最初のC-5A・ギャラクシー輸送機は、10月14日の現地時間18時30分にロッド空港へ到着した。同じ日には、シナイ半島の戦いがイスラエルの優勢に終わっていた。エジプト軍の大規模な攻撃が阻まれて多数の攻撃参加戦車が撃破され、イスラエルは今や戦争で勝ちつつあった。

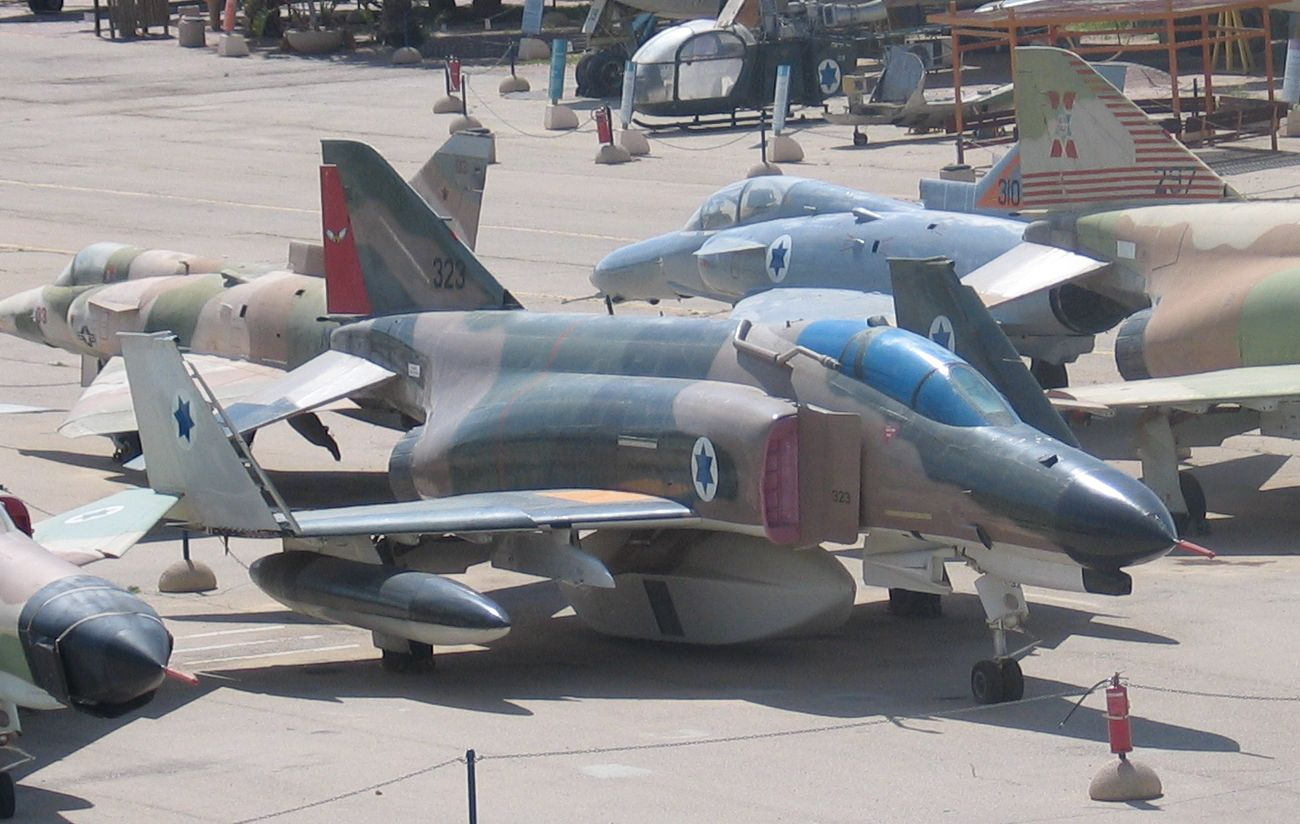
イスラエル空軍博物館（ハツェリム空軍基地）に展示されている、アメリカ空軍の迷彩塗装が保たれたF-4E・ファントムII。（2006年）

空輸による補給が、ニッケル・グラス作戦の中で提供された全てではなかった。戦争の初期の日々に、アラブ諸国軍はイスラエル空軍航空機のかなりの数を撃墜し、新型のソビエト製SA-6・ゲインフル地対空ミサイルの積極的な利用でイスラエル軍を驚かせていた。それを受けて第4戦術戦闘航空団、第33戦術戦闘航空団、第57戦闘機兵器航空団から少なくとも100機のF-4・ファントムII戦闘機が、ニッケル・グラス作戦の下でイスラエルに送られた。ロッド空港へ飛来し、そこでアメリカ軍の操縦士にイスラエル軍の同職が入れ替わった。必要に応じてアメリカ空軍（USAF）の記章をイスラエル空軍（IAF）に置き替えた後、機体は給油されて前線出発の命令を受け、しばしば到着後数時間以内に離陸していった。一部の飛行機は在ヨーロッパ・アメリカ空軍（USAFE）の飛行隊から直接到来し、USAFの迷彩塗装にイスラエル軍の記章を用いて運用され、イスラエル軍からは「蛙」（Karpada）の綽名を得た。
最初の攻撃から9日後、イスラエルは反攻を開始した。アメリカが持ち合わせていた36機のA-4・スカイホークがラジェスから移送され、ニューハンプシャー州ピース空軍基地からのSAC所属のKC-135A給油機、そしてジブラルタル海峡の西にいたUSSジョン・F・ケネディ（CVA-67）所属のアメリカ海軍給油機から給油を受けた。次いでシチリア島の南東にいたUSSフランクリン・D・ルーズヴェルト（CVA-42）へ飛来して艦に一晩滞在し、そしてクレタ島の南にいたUSSインディペンデンス（CVA-62）から発艦した給油機からの補給を再度受けながら、イスラエルへの移動を続けた。12機のC-130E・ハーキュリーズ輸送機もまたイスラエルへ移動し、イスラエル空軍へ届けられた当機種の最初の例となった。
3度目の停戦案が遂に10月24日に実施されると、空輸は直ちに緩和された。イスラエル軍戦力を戦前の能力にまで建て直すためにさらなる飛行が行われ、ニッケル・グラス作戦は11月14日に終了した。総計で、軍の空輸はイスラエルへ2万2325トンの物資を移送した。加えてアメリカは独自に海路の補給作戦をも実施し、10月30日までにイスラエルへ3万3210トンを運んだ。おおよそ同時期にソビエト軍は1万2500から1万5000トンの補給物資を、その半分以上はシリアへと空輸した。また別に6万3000トンを、海路輸送で主にシリアに供給した。

## 影響

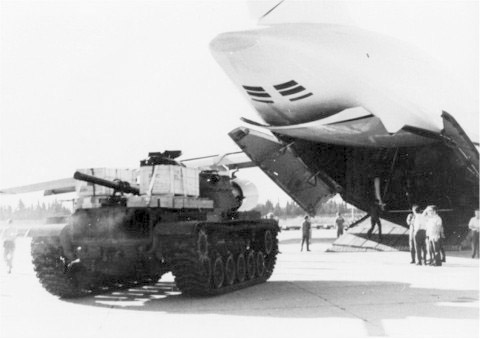
イスラエルでC-5Aから搬出されるM60・パットン戦車。（1973年）

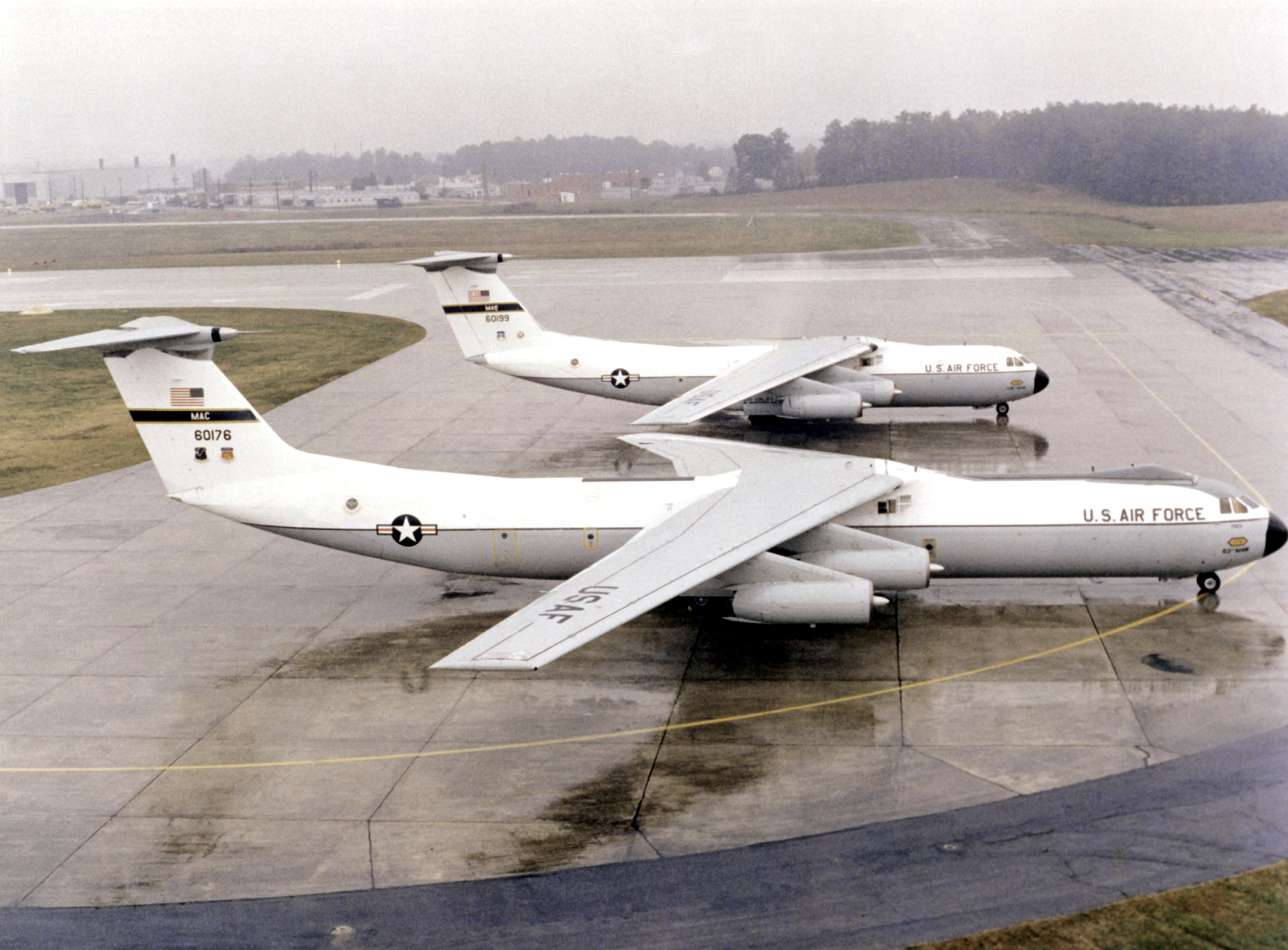
C-141A（奥）と、機体を延長された改良型のC-141B（手前）が並ぶ。（1980年）

ニッケル・グラス作戦は即時の、そして広範囲の影響を及ぼした。OPECのアラブ系加盟国は、アメリカやその他各国が紛争においてイスラエルを援助した場合、当該国への石油の積み出しを制限あるいは停止すると宣言していた。その威嚇を維持し、アラブ諸国はアメリカへの石油の完全禁輸を宣言した。石油の価格は急騰し、燃料は不足をきたし、アメリカはほどなくして1973年石油危機に巻き込まれた。
ニッケル・グラス作戦はまた、海外根拠地の設営不足という、アメリカ軍の空輸能力における著しい欠点を露わにした。ポルトガルの助力がなければ、空輸が可能でさえなかったこともありえた。結果としてアメリカは空中給油の能力を大きく拡大し、長距離の航空作戦を例外というよりもむしろ標準とした。
アメリカ会計検査院の作戦に対する研究では、C-141Aの短所が検討された。C-141Aは優秀な機体ではあったが、貨物室の容積不足という欠点を抱えており、運用において最大ペイロードに達していないにもかかわらず貨物室が満杯となってそれ以上の物資積載が不可能になる事態がしばしば発生していた。その結果、C-141Bが構想された。A型がジョージア州に送り返され、主翼の前方と後方で切断を受けて全長で荷運び台3つ相当の拡大が施され、飛行中給油のための改装がなされた。
ニッケル・グラス作戦はC-5・ギャラクシーを取得した空軍決定の正しさを示した。1970年の導入以降、C-5は諸問題に悩まされていた。空軍は問題の修正を主張したものの、C-5はなおも報道関係からは高くついた失敗と見られていた。ニッケル・グラス作戦の間にC-5は、総計567回の作戦行動中145回のみにおいて、総積荷の48パーセントを運搬した。C-5はまた、M60・パットン戦車やM109自走砲、地上レーダー装置、可搬式牽引車、CH-53・シースタリオン・ヘリコプター、A-4・スカイホークの部品といった、「特別サイズ」であり小型飛行機では収容できない積荷を運んだ。このような実績がC-5の存在を正当化した。
作戦のもう一つの影響は、当時のアメリカ統合参謀本部（JCS）議長のジョージ・ブラウン将軍が辞職寸前にまで至ったことであった。イスラエルがアメリカの軍事援助を受けたのは、アメリカの銀行機構をユダヤ系が操っているからであると主張する発言を行い、ブラウンはあわや辞職を強いられるところであった。

## 注記